# 15745 Yuliya
A 15745 Yuliya (1991 PM5) egy földközeli kisbolygó. Eric Walter Elst fedezte fel 1991. augusztus 3-án.